# لئو برسانی
لئو برسانی (انگلیسی: Leo Bersani; ۱۶ آوریل ۱۹۳۱ – ۲۰ فوریهٔ ۲۰۲۲) استاد دانشگاه اهل ایالات متحده آمریکا بود که به خاطر آثارش در زمینه نظریه کوئیر و نقد ادبی فرانسه شهرت داشت.
برسانی در دانشگاه هاروارد تحصیل کرد و در سال ۱۹۵۸ دکتری خود را در زمینه ادبیات تطبیقی اخذ کرد. وی در کالج ولزلی، دانشگاه راتگرز و دانشگاه کالیفرنیا، برکلی تدریس کرد. برسانی در سال ۱۹۹۲ به عضویت فرهنگستان هنر و علوم آمریکا درآمد. وی همچنین برندهٔ جوایزی همچون کمک‌هزینه گوگنهایم شده‌بود.